# Amphiledorus histrionicus
Amphiledorus histrionicus là một loài nhện trong họ Zodariidae.
Loài này thuộc chi Amphiledorus. Amphiledorus histrionicus được Eugène Simon miêu tả năm 1884.